# Иванов, Александр Анатольевич (дипломат)
Алекса́ндр Анато́льевич Ивано́в (род. 9 мая 1952) — советский и российский дипломат. Чрезвычайный и полномочный посол (2010).

## Биография
Окончил МГИМО МИД СССР (1979) и заочную аспирантуру Института Востоковедения АН СССР (1989). Кандидат исторических наук.
- В 1979−1995 годах — работал на различных должностях в центральном аппарате МИД СССР (с 1991 — России) и за рубежом.
- В 1995−1997 годах — начальник отдела Управления внешнеполитического планирования МИД РФ.
- В 1997−2001 годах — советник посольства России в Японии.
- В 2001−2003 годах — начальник Управления общеазиатских проблем МИД РФ.
- В 2003−2004 годах — директор Департамента общеазиатских проблем МИД РФ.
- В 2004−2006 годах — директор Департамента стран АСЕАН и общеазиатских проблем МИД РФ.
- С 2 февраля 2007 по 11 октября 2012 года — чрезвычайный и полномочный посол Российской Федерации в Индонезии и по совместительству в Кирибати[1][2][3].
- С 16 февраля 2007 по 11 октября 2012 года — чрезвычайный и полномочный посол Российской Федерации в Восточном Тиморе по совместительству[3][4].
- С 6 марта 2007 по 11 октября 2012 года — чрезвычайный и полномочный посол Российской Федерации в Папуа-Новой Гвинее по совместительству[3][5].
- С 20 января 2009 по 11 октября 2012 года — постоянный представитель России при Ассоциации государств Юго-Восточной Азии (АСЕАН) по совместительству[3][6].
- В 2012−2017 годах — посол по особым поручениям МИД России.
- С 7 августа 2017 по 28 марта 2023 года — постоянный представитель России при Ассоциации государств Юго-Восточной Азии (АСЕАН)[7][8].

## Семья
Женат, имеет дочь.

## Дипломатический ранг
- Чрезвычайный и полномочный посланник 2 класса (20 сентября 2003)[9]
- Чрезвычайный и полномочный посланник 1 класса (30 марта 2006)[10]
- Чрезвычайный и полномочный посол (8 ноября 2010)[11]

## Награды
- Орден Дружбы (21 декабря 2016) — за большой вклад и проведение саммита Россия — Ассоциация государств Юго-Восточной Азии (АСЕАН) в городе Сочи в 2016 году[12].